# نقابة الصيادلة (الأردن)
نقابة الصيادلة الأردنيَّة هي هيئة نقابية أردنية تأسست عام 1957 استنادا إلى قانون الصيدلة في المملكة الأردنية الهاشمية رقم 10 لعام 1957 المنشور في العدد 1323 من الجريدة الرسمية الصادرة في 17 آذار 1957. وهي إحدى النقابات المهنية الأردنية، وينتسب لها أكثر من 17400 صيدلي وصيدلانية (حتى شهر كانون أول/ 2016) وهم يشكلون مجموع الصيادلة الأردنيين، حيث أن العضوية فيها إلزامية، أي أنه لا يجوز لصيدلي ممارسة المهنة إلا إذا انتسب إلى النقابة.

## أهداف النقابة
تتلخص اهداف النقابة في:
- المحافظة على مصالح المهنة وحمايتها والدفاع عنها وتنظيمها.
- التعاون مع الوزارة وجميع الهيئات والمؤسسات ذات العلاقة لرفع مستوى الخدمات الصيدلانية والدوائية وتوفيرها للجمهور.
- جمع كلمة الصيادلة والمحافظة على حقوقهم وكرامتهم.
- المحافظة على آداب المهنة.
- تشجيع البحوث العلمية عامة وفي حقل الدواء بشكل خاص.
- تأمين الحياة الكريمة للصيادلة وعائلاتهم في حالة العوز والشيخوخة.

## الانتساب للنقابة
يشترط في من يزاول المهنة ان يكون مسجلاً في السجل. يشترط في طالب التسجيل أن يكون:
- اردنياً من رعايا دولة عربية أو اجنبية تجيز قوانينها للاردنيين بمزاولة المهنة لديها على ان يحمل اذناً بالإقامة في المملكة.
- حاصلاً على شهادة الدراسة الثانوية العامة أو ما يعادلها.
- حاصلاً على شهادة الصيدلة من كلية معترف بها.
- قد اكمل فترة تمرين لا تقل عن (1440) ساعة اثناء دراسته الجامعية أو بعدهــا في إحدى الصيدليات تحت اشراف صيدلي مرخص أو في مصنع ادوية توافق عليـه الكلية.
- قد اجتاز الفحص المقرر وفقاً لقانون مزاولة مهنة الصيدلة (لخريجي الجامعات غير الأردنية).
- متمتعاً بالاهلية المدنية الكاملة.
- غير محكوم بجناية أو جنحة مخلة بالشرف وأن لا يكون قد منع من مزاولة المهنة من قبل أي نقابة سجل لديها.

## وصلات خارجية
القوانين:
- قانون الدواء والصيدلة رقم 12 لسنة (2013)
- قانون نقابة الصيادلة رقم 51 لسنة 1972

الانظمة:
- نظام التقاعد والضمان الاجتماعي لسنة 1974 وتعديلاته
- نظام معدل لنظام التقاعد والضمان الاجتماعي للصيادلة لسنة 2008
- نظام ترخيص المؤسسات الصيدلانية رقم 75 لسنة (2014

الاستثمار:
- استثمار الأراضي والشقق
- تمويل شراء السيارات

التعليمات:
- تعليمات صندوق التكافل
- تعليمات التأمين الصحي
- تعليمات التأمين الصحي الإلزامي
- تعليمات التامين الصحي الإجباري (أمان)
- تعليمات التامين الصحي الاختياري (رعاية)
- تعليمات التأمين الصحي الخاص بالوالدين (بر الوالدين)

تعليمات صندوق القرض الحسن
- قرض الزواج
- قرض التعليم
- تعليمات تنظيم الإعلام الدوائي لسنة 2008
- تعليمات مواصفات عينات الادوية وشروط توزيعها لسنة 2008
- تعليمات مواصفات اقسام الصيدلية العامة والتجهيزات والمواصفات الفنية والصحية لها لسنة 2004.
- تعليمات التجهيزات والمواصفات الفنية والصحية الازمة لترخيص مستودع ادوية لسنة 2004.
- تعليمات شروط نقل وتخزين وتوزيع الأدوية والمواصفات الفنية لوسائط نقل الأدوية لسنة 2010.
- الوثائق المطلوبة للانتساب لنقابة الصيادلة